# エミリオ・イサギレ
エミリオ・アルトゥーロ・イサギーレ・ヒロン（Emilio Arturo Izaguirre Girón スペイン語発音: [eˈmiljo iθaˈɣire], 1986年5月10日 - ）は、ホンジュラス・テグシガルパ出身の元サッカー選手。現役時代のポジションはディフェンダー。

## 経歴
2003年からホンジュラスのCDモタグアでプロキャリアをスタートさせた。2010年8月18日、スコットランドのセルティックFCに移籍。
ホンジュラス代表として2010 FIFAワールドカップに出場した。

## 代表歴

### 出場大会
- ホンジュラス代表
  - 2010 FIFAワールドカップ
  - 2014 FIFAワールドカップ

### 試合数
- 国際Aマッチ 110試合 5得点（2007年-2020年）[2]

| ホンジュラス代表 | 国際Aマッチ | 国際Aマッチ |
| 年               | 出場        | 得点        |
| ---------------- | ----------- | ----------- |
| 2007             | 17          | 1           |
| 2008             | 7           | 0           |
| 2009             | 13          | 0           |
| 2010             | 8           | 0           |
| 2011             | 1           | 0           |
| 2012             | 9           | 0           |
| 2013             | 11          | 0           |
| 2014             | 9           | 0           |
| 2015             | 7           | 1           |
| 2016             | 6           | 1           |
| 2017             | 9           | 0           |
| 2018             | 3           | 0           |
| 2019             | 9           | 2           |
| 2020             | 1           | 0           |
| 通算             | 110         | 5           |

## タイトル
クラブ
CDモタグア
- ホンジュラス・プロサッカー・ナショナルリーグ 2007
- コパ・インテルクルベスUNCAF 2007

セルティックFC
- スコティッシュ・プレミアリーグ 2011-12, 2012-13, 2013-14, 2014-15, 2015-16, 2016-17, 2018-19
- スコティッシュ・カップ 2010-11[3], 2012-13, 2018-19
- スコティッシュ・リーグ・カップ 2014-2015[4], 2016-17

個人
- スコットランドPFA年間最優秀選手賞 2011
- スコットランド・サッカー記者協会年間最優秀選手賞 2011